# Erica op Reis
Erica op Reis is een Nederlandstalig reisprogramma, met Erica Terpstra als presentatrice. Het programma wordt sinds 2011 uitgezonden door Omroep MAX. Het programma is te zien op zondag op NPO 1 rond 18:10 uur.

## Opzet
In Erica op Reis reist Terpstra naar uiteenlopende bestemmingen over de hele wereld, waar zij in contact treedt met lokale bewoners, tradities, levensbeschouwingen en gebruiken. Het programma onderscheidt zich van andere reisprogramma’s door de persoonlijke benadering en de nadruk op menselijke verhalen, spiritualiteit en culturele verdieping. Terpstra's warme presentatie en oprechte nieuwsgierigheid vormden een kenmerkend onderdeel van de stijl.

## Aflopende structuur
Elke aflevering focust op één land of regio, waarin Terpstra gesprekken voert met inwoners en zelf deelneemt aan lokale rituelen, gebruiken of dagelijkse activiteiten. Bekende bestemmingen waren onder meer Bhutan, Peru, Indonesië, Zuid-Afrika, Japan, Mongolië, Iran, Laos en Myanmar.

## Kijkcijfers en ontvangst
Het programma trok regelmatig meer dan een miljoen kijkers per aflevering en werd geprezen om de oprechte toon en culturele diepgang. Kijkers waardeerden met name Terpstra’s ontwapenende manier van communiceren en haar vermogen om over lands- en taalgrenzen heen verbinding te maken.

## Seizoenen
Voor de eerste aflevering van het eerste seizoen maakte Terpstra een reis naar Indonesië. Hierna bezocht ze tientallen andere landen tot aan 17 november 2017, toen voorlopig de laatste aflevering werd uitgezonden. In het persoonlijke reisprogramma wordt de kijker aan haar hand meegenomen naar inspirerende, wonderlijke en leerzame landen en culturen. Vaak wist Terpstra ruim een miljoen kijkers te trekken.
Op 11 januari 2018 werd bekend dat er nog een nieuw seizoen kwam bestaande uit vier nieuwe afleveringen. Op 5 april 2019 werd bekend dat Terpstra weer vier nieuwe reizen ging maken. Op 9 januari 2024 werd bekend dat Terpstra nog één reis zou maken.

## Laatste aflevering
In januari 2024 kondigde Omroep MAX aan dat Erica Terpstra nog één keer op reis zou gaan voor een afsluitende aflevering van Erica op Reis, die wegens gezondheidsproblemen later vertraging opliep. In december 2024 maakte de omroep bekend dat de aflevering pas in 2025 zou worden uitgezonden.
In mei 2025 bevestigde MAX-directeur Jan Slagter aan het ANP dat de slotaflevering opgenomen wordt in Mexico, en naar verwachting eind 2025 wordt uitgezonden.

## Afleveringen en bestemmingen

### Seizoen 1
| Aflevering | Datum      | Bestemming | Kijkcijfers |
| ---------- | ---------- | ---------- | ----------- |
| 1          | 2011-01-03 | Indonesië  | 1.223.000   |
| 2          | 2011-09-19 | Bhutan     | 1.059.000   |
| 3          | 2011-09-26 | Guatemala  | 1.098.000   |
| 4          | 2011-10-03 | Mali       | 1.166.000   |
| 5          | 2011-10-10 | Jordanië   | 1.304.000   |
| 6          | 2011-10-17 | Swaziland  | 1.375.000   |
| 7          | 2011-10-24 | India      | 1.383.000   |

### Seizoen 2
| Aflevering | Datum      | Bestemming       | Kijkcijfers |
| ---------- | ---------- | ---------------- | ----------- |
| 1          | 2012-09-07 | Japan            | 867.000     |
| 2          | 2012-09-14 | Oman             | 1.131.000   |
| 3          | 2012-09-21 | Ethiopië         | 996.000     |
| 4          | 2012-09-28 | Verenigde Staten | 1.065.000   |
| 5          | 2012-10-05 | Egypte           | 855.000     |
| 6          | 2012-10-12 | Japan 2          | 1.068.000   |

### Seizoen 3
| Aflevering | Datum      | Bestemming | Kijkcijfers |
| ---------- | ---------- | ---------- | ----------- |
| 1          | 2013-11-22 | Argentinië | 1.043.000   |
| 2          | 2013-11-29 | Sulawesi   | 1.114.000   |
| 3          | 2013-12-06 | Namibië    | 1.186.000   |
| 4          | 2013-12-13 | Mongolië   | 1,0 miljoen |
| 5          | 2013-12-20 | Turkije    | 876.000     |
| 6          | 2013-12-27 | Patagonië  | 1.237.000   |

### Seizoen 4
| Aflevering | Datum      | Bestemming  | Kijkcijfers                                  |
| ---------- | ---------- | ----------- | -------------------------------------------- |
| 1          | 2014-11-14 | Cuba        | 961.000                                      |
| 2          | 2014-11-21 | Sri Lanka   | 996.000                                      |
| 3          | 2014-11-28 | Barotseland | 731.000                                      |
| 4          | 2014-12-05 | Marokko     | 754.000                                      |
| 5          | 2014-12-12 | Kalimantan  | 1.006.000                                    |
| 6          | 2014-12-19 | Panama      | (Aflevering viel buiten de kijkcijfertop 15) |

### Seizoen 5
| Aflevering | Datum      | Bestemming | Kijkcijfers |
| ---------- | ---------- | ---------- | ----------- |
| 1          | 2016-11-11 | Hong Kong  | 951.000     |
| 2          | 2016-11-18 | Suriname   | 905.000     |
| 3          | 2016-12-23 | Israël     | 828.000     |
| 4          | 2016-12-30 | Myanmar    | 830.000     |
| 5          | 2017-01-06 | Colombia   | 1.011.000   |

### Seizoen 6
| Aflevering | Datum      | Bestemming | Kijkcijfers                                  |
| ---------- | ---------- | ---------- | -------------------------------------------- |
| 1          | 2017-11-10 | Vietnam    | 918.000                                      |
| 2          | 2017-11-18 | China      | (Aflevering viel buiten de kijkcijfertop 15) |

### Seizoen 7
| Aflevering | Datum      | Bestemming | Kijkcijfers |
| ---------- | ---------- | ---------- | ----------- |
| 1          | 2018-11-30 | Brazilië   | 663.000     |
| 2          | 2018-12-07 | Taiwan     | 1.026.000   |
| 3          | 2018-12-14 | Canada     | 1.018.000   |
| 4          | 2018-12-21 | Senegal    | 902.000     |

### Seizoen 8
| Aflevering | Datum      | Bestemming         | Kijkcijfers |
| ---------- | ---------- | ------------------ | ----------- |
| 1          | 2020-02-28 | Peru               | 974.000     |
| 2          | 2020-03-06 | Flores (Indonesië) | 935.000     |
| 3          | 2020-04-17 | Rusland            | 1.253.000   |
| 4          | 2020-03-20 | Nepal              | 1.170.000   |